# Peter Gelle
Peter Gelle (Nové Zámky, 23 de agosto de 1984) es un deportista eslovaco que compitió en piragüismo en la modalidad de aguas tranquilas. Ganó tres medallas en el Campeonato Mundial de Piragüismo, entre los años 2010 y 2017, y dos medallas en el Campeonato Europeo de Piragüismo, plata en 2011 y bronce en 2012.

## Palmarés internacional
| Campeonato Mundial | Campeonato Mundial       | Campeonato Mundial | Campeonato Mundial |
| Año                | Lugar                    | Medalla            | Competición        |
| ------------------ | ------------------------ | ------------------ | ------------------ |
| 2010               | Poznań (Polonia)         | Medalla de plata   | K1 500 m           |
| 2011               | Szeged (Hungría)         | Medalla de oro     | K2 1000 m          |
| 2017               | Račice (República Checa) | Medalla de plata   | K2 1000 m          |
| Campeonato Europeo |                          |                    |                    |
| Año                | Lugar                    | Medalla            | Competición        |
| 2011               | Belgrado (Serbia)        | Medalla de plata   | K2 500 m           |
| 2012               | Zagreb (Croacia)         | Medalla de bronce  | K2 1000 m          |